# Coco Mbassi
Coco Mbassi (Párizs, 1969. február 28. –) kameruni származású énekesnő. Londonban, illetve Párizsban szokott élni.

## Pályakép
2001-ben a Radio France Internationale Découvertes-díjas győztese volt. Elnyerte a német világzenei CD kritikusok díját (2002).
Első albumát, a Sepia-t 2001-ben adták ki. A második albumát (Sisea) 2003-ban adták ki.
Szólókarrierje előtt különféle művészekkel énekelt, többek között Salif Keïtával, a Sixun jazz zenekarral, Toure Kundával, Ray Lemával).
Zenei vonzalmai: Händel, Stevie Wonder, Bob Marley, Dina Bell.
Világszerte turnézik.

| Coco Mbassi                               | Coco Mbassi                               |
| Kattints az alábbi külső linkek egyikére! | Kattints az alábbi külső linkek egyikére! |
| ----------------------------------------- | ----------------------------------------- |
| Nem található szabad kép.(?)              |                                           |
| külső link · jogvédett                    | Coco Mbassi                               |

## Albumok
- 2001: Sépia (Tropical Music/ Night & Day)
- 2003: Siséa (Night & Day)
- 2005: Coco Mbassi Tour
- 2014: Jóa (Conserprod)

## Kovábbi információk
- Iwiye
- Laka Mba